# Stolno (gmina)
Stolno est une gmina rurale du powiat de Chełmno, Couïavie-Poméranie, dans le centre-nord de la Pologne. Son siège est le village de Stolno, qui se situe environ 8 km au sud-est de Chełmno, 33 km au nord de Toruń, et 41 km au nord-est de Bydgoszcz.
La gmina couvre une superficie de 98,43 km2 pour une population de 5 110 habitants.

## Géographie
La gmina est bordée par la ville de Chełmno et les gminy de Chełmno, Grudziądz, Kijewo Królewskie, Lisewo, Papowo Biskupie et Płużnica.